# Brian's Play
Brian's Play (titulado La obra de Brian en Hispanoamérica y España) es el décimo episodio de la undécima temporada de la serie de televisión animada de comedia Padre de familia. Fue estrenado originalmente el 13 de enero de 2013 mediante FOX en los Estados Unidos, el episodio fue escrito por Gary Janetti y dirigido por Joseph Lee.

## Argumento
Brian escribe una obra que es un éxito en Quahog, pero justo cuando deja que su éxito se le suba a la cabeza, Stewie se acerca a él queriendo que lea una obra de teatro que ha escrito. Brian le sigue la corriente al principio, pero su confianza se sacude cuando la obra que Stewie escribió es mucho mejor que la suya. Brian intenta reducir las expectativas de Stewie e intenta de destruir la única copia que existe de la obra. Pero cuando Stewie encuentra enterrado en el patio la obra, él dice que Brian sabe que su trabajo es inferior y que su obra podría haber llegado a Broadway. Brian se hunde en la depresión, Stewie le invita a acompañarlo a Nueva York. En una fiesta para los dramaturgos, Brian intenta congraciarse con escritores de renombre, pero descubre que no solamente habían visto a su obra, si no que la catalogan como la peor pieza de la escritura que jamás habían visto. Stewie encuentra Brian aún más deprimido y Brian admite que sabía que la escritura de Stewie era mejor, pero tenía la esperanza de que podría tener al menos la oportunidad de ser un buen escritor en la familia antes de su eventual desaparición. En la inauguración de la obra de Stewie, el público sale insatisfecho y Brian se confunde acerca de lo que está pasando. Stewie dice que solamente quería "ajustar la obra" un poco, pero se había ido demasiado lejos, a pesar de que realmente quería hacer Brian feliz otra vez al hacer su propia obra un desastre.Al salir del teatro, Stewie admira Nueva York y profesa el deseo de vivir allí un día hasta que son arrebatados por un pterodáctilo.